# Tom Blenkinsop
Thomas Francis Blenkinsop (né le 14 août 1980) est un conseiller en affaires publiques qui est député travailliste pour Middlesbrough South et East Cleveland de 2010 à 2017.

## Jeunesse
Né à Middlesbrough et élevé à Marton, Blenkinsop fréquente l'école primaire St Augustine's RC à Coulby Newham et la Newlands School FCJ, avant de fréquenter le St Mary's Sixth Form College à Saltersgill. Il étudie à l'Université de Teesside où il obtient un BSc en philosophie, politique et économie, et à l'Université de Warwick, où il obtient une maîtrise en philosophie continentale.

## Carrière politique
Après avoir obtenu son diplôme universitaire, Blenkinsop travaille comme assistant de circonscription pour le député travailliste Ashok Kumar de 2002 à 2008, date à laquelle il devient directeur de campagne pour le Syndicat communautaire jusqu'à son élection au Parlement.
Il se présente comme candidat aux élections générales de 2010 après la mort subite de Kumar, remportant le siège avec une majorité de 1 677 voix.
Au cours de son premier mandat, il est membre du comité restreint de l'environnement, de l'alimentation et des affaires rurales (2010-2012), du comité des normes et privilèges (2010-2011) et du comité restreint du Trésor (juillet-novembre 2011). Il est également whip du Parti travailliste de 2011 à 2015 sous la direction d'Ed Miliband.
Au cours de son deuxième mandat, il est membre de la commission des affaires d'Irlande du Nord (2016-2017), de la commission des privilèges (2015-2017), de la commission des normes (2015-2017) et de la commission de l'énergie et du changement climatique (2015-2016).
Blenkinsop soutient Liz Kendall aux élections à la direction du Parti travailliste de 2015 et Owen Smith aux élections à la direction de 2016.
En janvier 2017, Blenkinsop s'engage dans l'Army Reserve, dans les réserves de la Royal Military Police. En avril suivant, après que la Première ministre Theresa May ait annoncé son intention de tenir des élections générales le 8 juin 2017, Blenkinsop annonce qu'il se retire car il ne peut pas faire campagne pour le parti travailliste tant que Corbyn est chef du parti.
Après avoir quitté ses fonctions, Blenkinsop travaille comme chef de projet à Londres au Community Trade Union, avant de devenir conseiller en affaires publiques pour la Fédération des petites entreprises en février 2020.